# Армэшел, Думитру
Думитру Армэшел (рум. Dumitru Armășel; 1901 — неизвестно) — румынский регбист, столб. Бронзовый призёр летних Олимпийских игр 1924 года.

## Биография
Думитру Армэшел родился в 1901 году.
Играл в регби за «Стадиул Ромын» из Бухареста на позиции столба.
В 1924 году вошёл в состав сборной Румынии по регби на летних Олимпийских играх в Париже и завоевал бронзовую медаль. Играл на позиции столба, провёл 2 матча, очков не набирал.
Матчи на Олимпиаде стали для Армэшела единственными, которые он провёл в составе сборной Румынии.
О дальнейшей жизни данных нет.

## Память
6 июня 2012 года в составе сборной Румынии, завоевавшей бронзу летних Олимпийских игр 1924 года, введён в Зал славы регби.